# 马特尔德里维耶尔
马特尔德里维耶尔（法語：Martres-de-Rivière，法語發音：[maʁtʁ də ʁivjɛʁ]）是法国上加龙省的一个市镇，属于圣戈当斯区。该市镇总面积3.59平方公里，2009年时的人口为376人。

## 人口
马特尔德里维耶尔人口变化图示